# Flämslätts stiftsgård

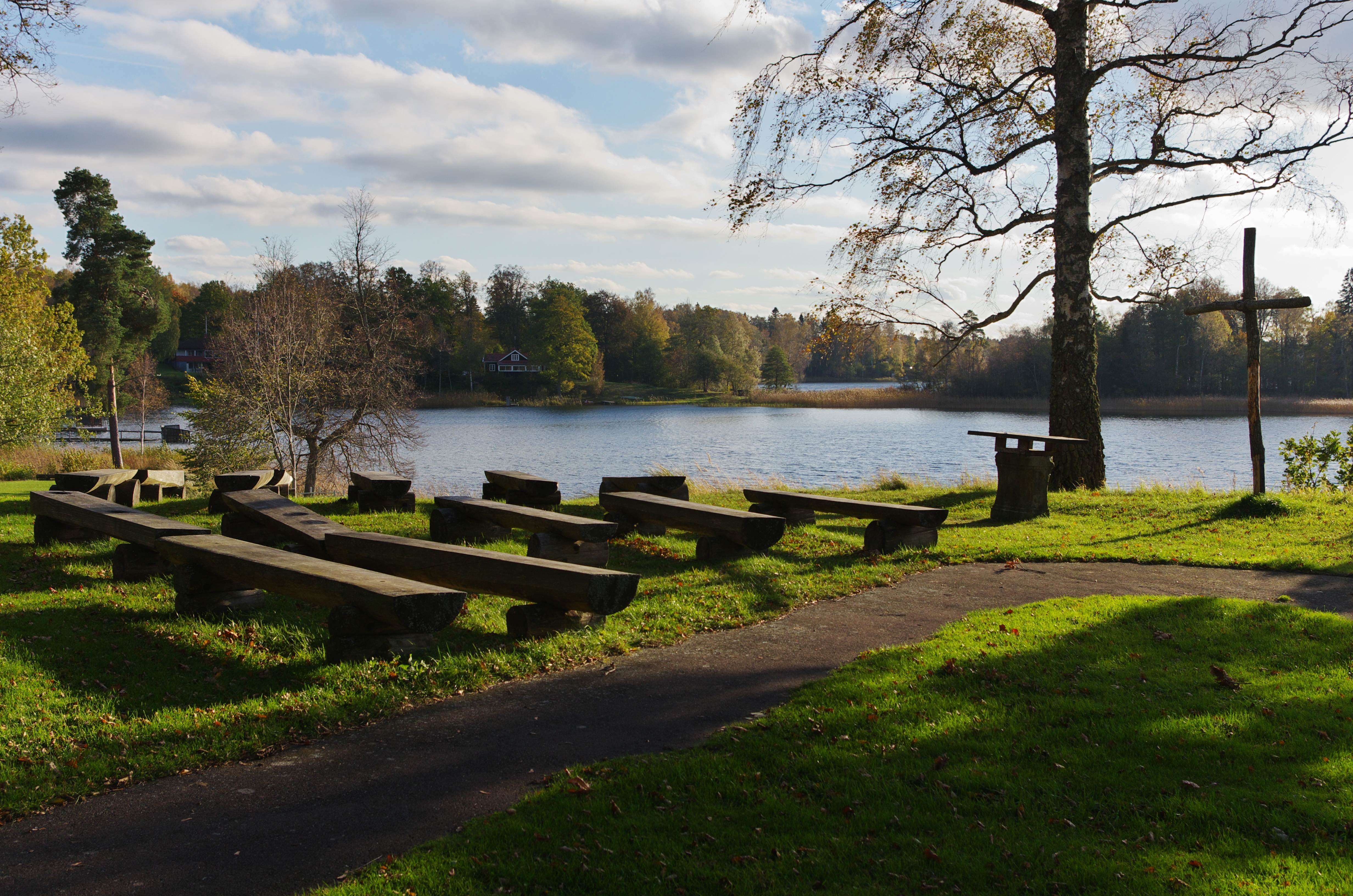
Plats för friluftsgudstjänst vid Flämsjön

Flämslätts stiftsgård är en konferensanläggning utanför i Lerdala i Skara stift. Kyrkobyggnaden Flämslätts kyrka ingår som del i stiftsgården. Kyrkan tillhör Skara stift.

## Stiftsgården
Flämslätts stiftsgårds första byggnad uppfördes 1939 cirka 2 kilometer sydöst om Lerdala på en höjd vid sjön Flämsjön. Gårdens huvudsakliga uppgift var att bedriva ungdomsläger, något kyrkan hade börjat med två år tidigare. Flämslätt kyrka  byggdes 1957 och klockstapeln med två klockor tillkom 1964. En envåningsbyggnad med reception och matsal samt en mindre flygel byggdes 1972 och år 1996 byggdes en konferenslokal med källare. Till stiftsgården hör även ett magasin från slutet av 1800-talet.

## Flämslätts kyrka
Anläggningen byggdes i etapper mellan åren 1956 och 1997. Den gråputsade och tornlösa kyrkobyggnaden tillkom 1959 efter ritningar av Tor Boije. Ovanligt är de tresidiga gavlarna, långsidornas strävpelare och det branta skiffertaket.  
Kyrkorummet har ett brant spetstak med omålad träpanel och vitputsade väg gar. Kyrkan har ingen bänkinredning, utan lösa stolar står uppställda i en halvcirkel på stengolvet som har stenläggning i form av ett kors. Kyrkan pryds av ett krucifix, målade kyrkfönster med abstrakt motiv samt fyra ikonbilder. Kyrkobyggnaden och konferensanläggningen är sammanbyggda. Klockstapeln med två klockor tillkom 1964. Utanför kyrkan vid några stora lövträd finns bänkar och ett kors uppställt för utomhusgudstjänst.